# (5408) Thé
(5408) Thé – planetoida z pasa głównego asteroid okrążająca Słońce w ciągu 3 lat i 147 dni w średniej odległości 2,26 j.a. Została odkryta 25 marca 1971 roku przez Cornelisa van Houtena oraz Toma Gehrelsa. Przed nadaniem nazwy planetoida nosiła oznaczenie tymczasowe (5408) 1232 T-1.